# Gerald Brenan
Edward Fitzgerald Brenan (Sliema, 7 de abril de 1894-provincia de Málaga, 19 de enero de 1987) fue un escritor e hispanista maltés de origen británico, relacionado con el Círculo de Bloomsbury.

## Biografía
Nacido en la isla de Malta, era el primogénito del matrimonio formado por Hugh Gerald Brenan que era un oficial del Ejército Británico, natural de Londres, y Helen Gertrude Graham, perteneciente a una familia acomodada irlandesa. Tuvo una infancia itinerante debido a los diferentes destinos de su padre. Tras nacer en Malta, vivió en Irlanda (1894), Sudáfrica (1897), India (1898), Irlanda de nuevo y ya de forma definitiva Inglaterra. En 1902 su familia se instaló en Gloucestershire y él ingresó en 1903, en el colegio Winton House, cercano a Winchester (Hampshire) y entre 1908 y 1912 realizó sus estudios en Radley College, Oxfordshire. 
En agosto de 1912 se fugó del hogar de sus padres, con la intención de llegar hasta Asia y establecerse en algún lugar, lejos de la civilización europea. Consiguió atravesar a pie Francia, e Italia en compañía de su compañero de escapada John Hope-Johnstone, y, cuando este renunció a continuar, permaneciendo en Venecia, Brenan continuó solo a través de la costa de Dalmacia, y después hacia el interior de los Balcanes. Por fin, a comienzos de 1913, desistió de continuar su aventura durante una fuerte nevada en el interior de Bosnia y regresó a la casa de sus padres en Inglaterra.
Al volver, su padre intentó presionarle para que siguiera un estilo de vida convencional. Durante un tiempo se preparó unos exámenes para acceder a la administración británica, pero al estallar la Primera Guerra Mundial en 1914 se alistó en el ejército.  Empujado por su padre, participó como oficial en la batalla de Ypres, en la del Somme y en la segunda batalla del Marne (1918). En 1918 ganó la cruz militar y la croix de guerre francesa.
Sus amigos Hope-Johnstone y Ralph Partridge le introdujeron en el Círculo de Bloomsbury; allí conoció a la pintora Dora Carrington, con la que tuvo un breve pero intenso romance en 1922, frustrado por el amor que ella tenía al escritor homosexual Lytton Strachey. También conoció a la escritora Virginia Woolf, a Roger Fry y al sinólogo Arthur Waley, quien luego le robaría unos cuantos libros al venir a visitarle, como era su costumbre.

## Llegada a España
Una herencia le dio suficientes medios económicos para marcharse a Granada, donde desde 1919 hasta 1936, residió largas temporadas y hacia donde había ido en busca de tranquilidad para dedicarse a sus pasiones favoritas, la lectura y las caminatas. Allí le conocieron como don Gerardo. En septiembre de 1919 embarcó para España y llegó a La Coruña. El 13 de enero de 1920 se instaló en el pueblo de Yegen, donde posteriormente tendría una hija, Miranda Helen, con una criada de quince años llamada Juliana. Esa misma primavera recibió en su casa la visita de sus amigos de Bloomsbury Ralph Partridge, Dora Carrington y Lytton Strachey. En 1923 lo visitaron Leonard y Virginia Woolf. 

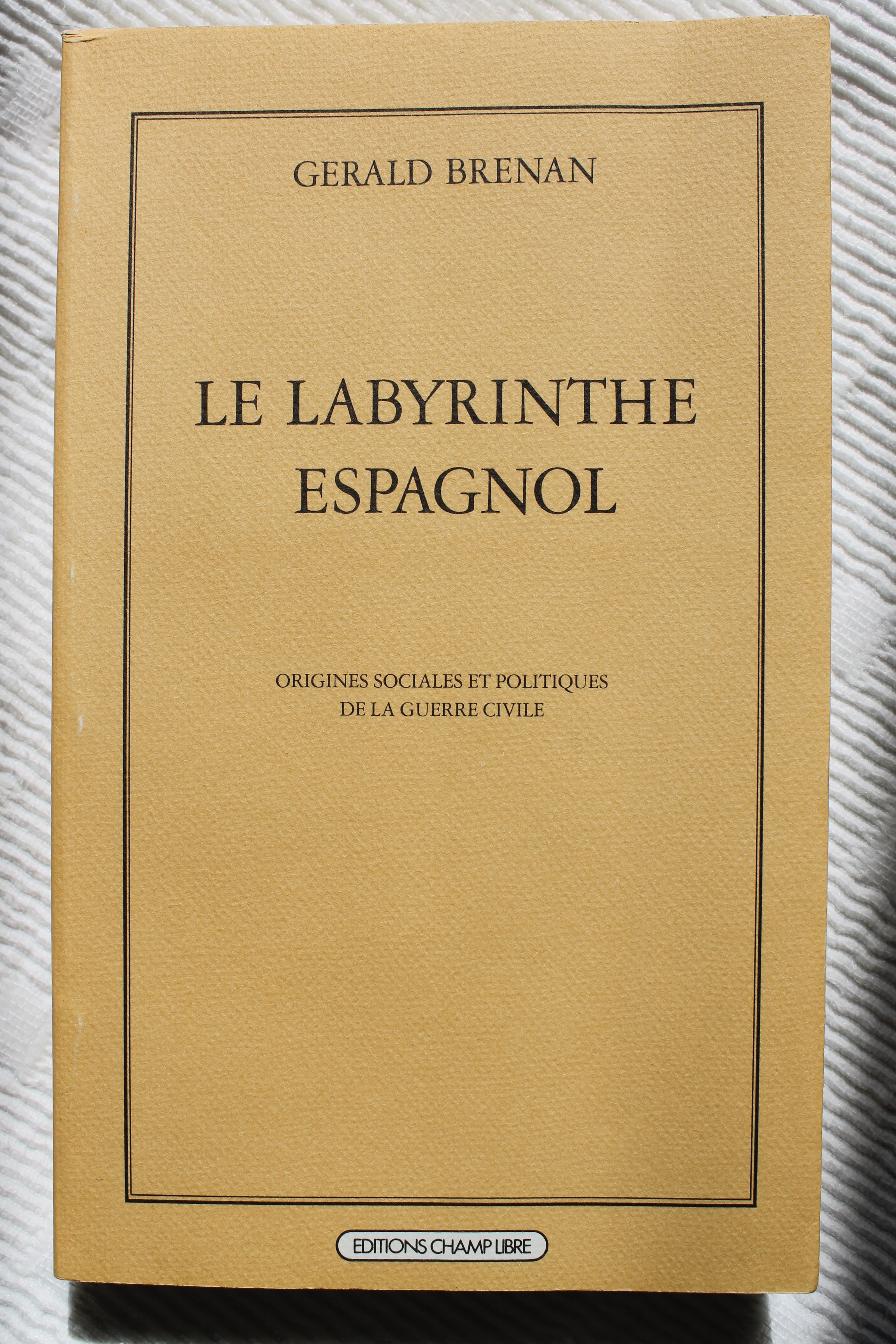
Edición francesa de El Laberinto español, Champ Libre.

Volvió a Inglaterra en 1924 y en mayo de 1926 se hallaba en Francia. Regresó a Yegen en abril de 1929; en octubre de ese año se trasladó a Sevilla, donde permaneció una temporada, y en mayo de 1930 volvió a Inglaterra, donde se hizo amante de la poetisa y novelista norteamericana Gamel Woolsey (1895-1968), con la que se casó al fin en abril de 1931 en Roma; en junio volvieron a Inglaterra. En 1933 se editó su novela Jack Robinson. A Picaresque Novel. Por entonces concibió el proyecto de escribir una biografía de San Juan de la Cruz y pasó los años siguientes visitando los lugares en los que estuvo el santo y documentándose. En octubre de 1934 estaba otra vez en Yegen y un año después se instaló en una nueva casa, en el barrio malagueño de Churriana. Junto a su esposa Gamel Woolsey, fue testigo perplejo y reflexivo de la batalla de Málaga en la Guerra Civil. Escribió algunas crónicas como corresponsal para The Manchester  Guardian, y recibieron la visita de varios periodistas extranjeros, entre ellos Humphrey Slater, con quien acudió a visitar el frente en Antequera. También se relacionaron con otros extranjeros que permanecían en la Málaga asediada, como Peter Chalmers-Mitchell, de cuyas ideas y planteamientos en favor de la revolución social en marcha discrepaba abiertamente. Finalmente abandonaron Málaga en septiembre de 1936. En 1943 publicó El laberinto español, un estudio sobre los antecedentes sociales y políticos del conflicto bélico de 1936-1939. La obra fue prohibida en España, pero publicada por la editorial Ruedo Ibérico en París. 
En 1946 escribió su artículo "Spanish Scene" en Current Affair Panphlets, además de bastantes artículos sobre el místico San Juan de la Cruz que publicó en 1947 en la revista Horizon. En 1949 hizo un recorrido turístico por España y como consecuencia publicó en 1950 el libro de viajes La faz de España  donde, en su capítulo sexto, desvela sus investigaciones sobre el asesinato de Federico García Lorca. Es en esta época de 1950 cuando Brenan inició una amistad que duró más de veinte años con el erudito sobre temas vascos Julio Caro Baroja. Sobre esta relación, el biógrafo de Brenan, Jonathan Gathorne-Hardy, afirmó que Julio Caro Baroja «fue el único amigo íntimo que Gerald tuvo entre los españoles». En 1951 estuvo viajando por Italia y los Estados Unidos y publicó su muy personal Historia de la literatura española. En 1953 volvió a Churriana y publicó en 1957 Al sur de Granada, un libro de viajes sobre sus paseos y caminatas por la comarca granadina de Las Alpujarras. En 1959 viajó por Marruecos y cayó gravemente enfermo; logró curarse a duras penas y en 1961 reanudó sus incansables costumbres de viajero marchando a Grecia. En 1962 publicó uno de sus primeros libros autobiográficos, Una vida propia. En 1966 viajó por Túnez, Argelia, Italia, Francia e Inglaterra y publicó The Lighthouse Always Says Yes. 
El 18 de enero de 1968 murió su esposa Gamel Woolsey, autora de un libro de memorias sobre la guerra civil española titulado Málaga en llamas, además de un libro de cuentos Spanish Fairy Stories (1944) y traductora de una novela de Galdós. Conoció poco después a Linda Nicholson-Price y se trasladó a Alhaurín el Grande, en la provincia de Málaga. Entre 1968 y 1973 viajó por Grecia, Turquía e Italia; ese último año publicó por fin su biografía de San Juan de la Cruz y al año siguiente su segundo libro autobiográfico, Memoria Personal (1920-1972). 
En 1974 matizó su posición sobre Franco. Recordando que discrepaba bastante, ahora decía veo todo lo bueno que ha hecho por España, creyendo que se estaba en un proceso de cambio en el que la democracia podría funcionar al haber una clase media y una mejor situación económica.
En 1977 publicó en inglés Los mejores momentos. Poemas. En 1978, Pensamientos en una estación seca, un libro de aforismos fruto de sus lecturas, ya en aquel momento caudalosas. En 1982 se le rindió un homenaje popular en Yegen y recibió la Orden de Caballero Británico de manos del cónsul británico. Sus bienes de fortuna, sin embargo, eran cada vez más reducidos.

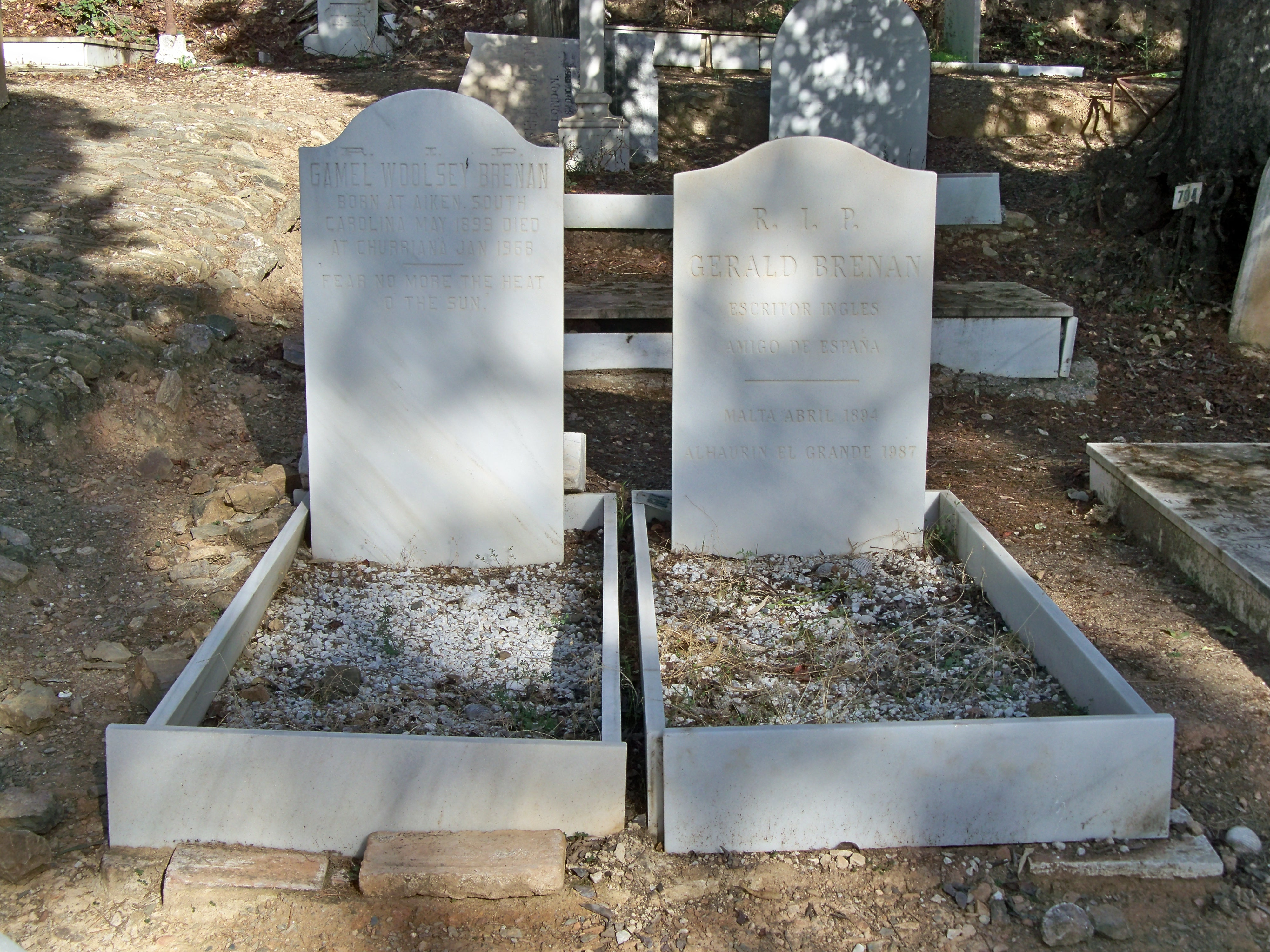
Tumbas de Gamel Woolsey (izquierda) y Gerald Brenan (derecha) en el Cementerio Inglés de Málaga.

El 11 de octubre de 1983 fue nombrado hijo adoptivo de Ugíjar. En mayo de 1984 se hicieron patentes sus estrecheces económicas y fue enviado a una residencia de ancianos en el distrito de Pinner de Gran Londres. Sus admiradores realizaron una campaña para que se le trajera de vuelta. Los gobiernos de España y de Andalucía consiguieron su vuelta a Alhaurín el Grande el 1 de junio de 1984 y se creó la Fundación Gerald Brenan. El 19 de enero de 1987 murió a la edad de noventa y dos años en su casa de Alhaurín el Grande, o en el Hospital Civil de Málaga, legó su cuerpo a la ciencia y fue depositado en la Facultad de Medicina de la Universidad de Málaga. El 20 de enero de 2001 su cuerpo fue incinerado y sepultado en el Cementerio Inglés junto a su esposa Gamel. En total escribió unos cincuenta libros, la mayoría de ellos de viajes.
Parte del Archivo de Gerald Brenan está en la Universidad de Texas en Austin y otra gran parte está en la Biblioteca Municipal Ildefonso Marzo de Alhaurín el Grande.[cita requerida] Jonathan Gathorne-Hardy escribió una amplia y documentada biografía de Gerald Brenan: El castillo interior, publicada en castellano por la editorial El Aleph gracias al patrocinio del Servicio de Educación de la Diputación de Málaga. También se ha publicado un cuaderno para niños y un CD divulgativo sobre su vida, editado por el Servicio de Educación de la Diputación de Málaga.
A "don Gerardo", como se lo conocía en su tierra adoptiva, le dedicó un pasodoble el cantautor Carlos Cano.
En 2011 su vivienda en Churriana se sometió a un proceso de rehabilitación para convertirla en un museo dedicado a su figura y al viajero romántico en España.

## Filmografía
- Samuel West interpreta a Brenan en la película Carrington (1995) de Christopher Hampton, donde aparecen componentes del Grupo de Bloomsbury, como Lytton Strachey, interpretado por Jonathan Pryce.
- Matthew Goode interpreta al aventurero en la película Al sur de Granada (2003), dirigida por Fernando Colomo, que se centra en su etapa de Yegen, como la obra homónima del propio Brenan.
- Fernando Ramallo interpreta a Brenan en Caleta Palace (2023), largometraje falso documental dirigido por José Antonio Hergueta, que se centra en los primeros meses de Guerra Civil en Málaga vistos a través de testimonios internacionales, como también de Gamel Woolsey.[10]

## Obra
- Jack Robinson. A Picaresque Novel (1933), con el seudónimo de George Beaton.
- Doctor Partridge's Almanack for 1935 (1934) con el seudónimo de George Beaton.
- Shanahan's Old Shebeen, or The Mornin's Mornin (1940).
- South from Granada. London: Hamish Hamilton, 1957. (Al sur de Granada. Traducción de Ediardo Chamorro y Jesús Villa. Madrid: Siglo Veintiuno, 1974).
- La copla popular española. Edición y estudio a cargo de Antonio José López López. Málaga: Miramar, 1995.
- The face of Spain, London: Turnstile Press, 1950 (La faz de España, Esplugues de Llobregat, Barcelona: Plaza & Janés, 1985.
- The Literature of the Spanish People. From Roman Times To The Present Day (1951). Historia de la literatura española. Prólogo de Gonzalo Torrente Ballester y traducción castellana de Miguel de Amilibia. Barcelona: Crítica, 1984.
- The Spanish labyrinth: an account of the social and political background of the Civil War. Cambridge etc.: University Press etc., 1943 (El laberinto español: antecedentes sociales y políticos de la guerra civil).
- A Holiday by the Sea (1961).
- A Life of One's Own: Childhood and Youth (1962).
- The Lighthouse Always Says Yes (1966).
- Memoria personal (1920-1975). Traducción, José Luis López Muñoz. Madrid: Alianza Editorial, 1976.
- Pensamientos en una estación seca. Esplugues de Llobregat (Barcelona): Plaza & Janés, 1985.
- St John of the Cross: His life and Poetry (1973) con Lynda Nicholson. San Juan de la Cruz. Barcelona: Laia, 1974.
- Una vida propia: infancia y juventud; prólogo de D. Sam Abrams; (traducción, José Manuel de Prada). Barcelona: Destino, 1989.
- A Personal Record, 1920-1972 (1975).
- Autobiografía: Una vida propia, Memoria personal (1920-1975).(Barcelona: Península, 2003).
- Una amistad andaluza: correspondencia entre Julio Caro Baroja y Gerald Brenan (Madrid: Caro Raggio, 2005).
- The Magnetic Moment; Poems (1978).
- Thoughts in a Dry Season: A Miscellany (1978).
- El señor del castillo y su prisionero. (Málaga, Alfama, 2009) Obra bilingüe.